# Pat O’Connor (Rennfahrer)
Patrick James „Pat“ O’Connor (* 9. Oktober 1928 in North Vernon, Indiana; † 30. Mai 1958 in Indianapolis, Indiana) war ein US-amerikanischer Autorennfahrer.

## Karriere
Pat O’Connor startete zwischen 1952 und 1958 in 36 Champ-Car-Rennen in den USA, von denen er zwei gewann. 1956 steuerte er in Darlington einen Blough-Offenhauser zum Sieg, das Gleiche gelang ihm ein Jahr später auf der Strecke von Trenton mit einem Kuzma-Offenhauser. Fünfmal stand er bei den 500 Meilen von Indianapolis am Start, Höhepunkt war das Erreichen der Pole-Position beim Rennen von 1957, das er als Achter beendete. Beim Rennen 1958 kam es zu einer Kollision in der ersten Runde, in die 14 der 33 Fahrzeuge verwickelt waren. Pat O’Connor wurde dabei tödlich verletzt. Da das Rennen von 1950 bis 1960 Teil der Formel-1-Weltmeisterschaft war, stehen auch fünf Grand-Prix-Starts in seiner Statistik.

## Statistik

### Indy-500-Ergebnisse
| Jahr | Startnr. | Start | Qual (km/h) | Ergebnis | Runden | Führung | Ausfall          |
| ---- | -------- | ----- | ----------- | -------- | ------ | ------- | ---------------- |
| 1953 | 28       | DNQ   |             |          |        |         |                  |
| 1953 | 64       | DNQ   |             |          |        |         |                  |
| 1953 | 74       | DNQ   |             |          |        |         |                  |
| 1954 | 35       | 12    | 223,357     | 21       | 181    | 0       | Dreher           |
| 1955 | 29       | 19    | 223,985     | 8        | 200    | 0       |                  |
| 1956 | 7        | 3     | 233,302     | 18       | 187    | 39      | Magnetzündung    |
| 1957 | 12       | 1     | 231,628     | 8        | 200    | 7       |                  |
| 1958 | 28       | DNQ   |             |          |        |         |                  |
| 1958 | 4        | 5     | 233,044     | 29       |        | 0       | tödlicher Unfall |

| Legende  | Legende            | Legende                                                          |
| Farbe    | Abkürzung          | Bedeutung                                                        |
| -------- | ------------------ | ---------------------------------------------------------------- |
| Gold     | –                  | Sieg                                                             |
| Silber   | –                  | 2. Platz                                                         |
| Bronze   | –                  | 3. Platz                                                         |
| Grün     | –                  | Platzierung in den Punkten                                       |
| Blau     | –                  | Klassifiziert außerhalb der Punkteränge                          |
| Violett  | DNF                | Rennen nicht beendet (did not finish)                            |
| Violett  | NC                 | nicht klassifiziert (not classified)                             |
| Rot      | DNQ                | nicht qualifiziert (did not qualify)                             |
| Rot      | DNPQ               | in Vorqualifikation gescheitert (did not pre-qualify)            |
| Schwarz  | DSQ                | disqualifiziert (disqualified)                                   |
| Weiß     | DNS                | nicht am Start (did not start)                                   |
| Weiß     | WD                 | zurückgezogen (withdrawn)                                        |
| Hellblau | PO                 | nur am Training teilgenommen (practiced only)                    |
| Hellblau | TD                 | Freitags-Testfahrer (test driver)                                |
| ohne     | DNP                | nicht am Training teilgenommen (did not practice)                |
| ohne     | INJ                | verletzt oder krank (injured)                                    |
| ohne     | EX                 | ausgeschlossen (excluded)                                        |
| ohne     | DNA                | nicht erschienen (did not arrive)                                |
| ohne     | C                  | Rennen abgesagt (cancelled)                                      |
| ohne     | keine WM-Teilnahme |                                                                  |
| sonstige | P/fett             | Pole-Position                                                    |
| sonstige | 1/2/3/4/5/6/7/8    | Punktplatzierung im Sprint-/Qualifikationsrennen                 |
| sonstige | SR/kursiv          | Schnellste Rennrunde                                             |
| sonstige | *                  | nicht im Ziel, aufgrund der zurückgelegten Distanz aber gewertet |
| sonstige | ()                 | Streichresultate                                                 |
| sonstige | unterstrichen      | Führender in der Gesamtwertung                                   |

### Sebring-Ergebnisse
| Jahr | Team        | Fahrzeug      | Teamkollege | Platzierung | Ausfallgrund          |
| ---- | ----------- | ------------- | ----------- | ----------- | --------------------- |
| 1957 | Jack Ensley | Jaguar D-Type | Jack Ensley | Ausfall     | Bruch der Vorderachse |
| 1958 | Alfred Momo | Lister        | Ed Crawford | Ausfall     | Riss im Motorblock    |

### Einzelergebnisse in der Sportwagen-Weltmeisterschaft
| Saison | Team        | Rennwagen     | 1   | 2   | 3   | 4   | 5   | 6   | 7   |
| ------ | ----------- | ------------- | --- | --- | --- | --- | --- | --- | --- |
| 1957   | Jack Ensley | Jaguar D-Type | BUA | SEB | MIM | NÜR | LEM | KRI | CAR |
| 1957   | Jack Ensley | Jaguar D-Type | DNF |     |     |     |     |     |     |
| 1958   | Alfred Momo | Lister        | BUA | SEB | TAR | NÜR | LEM | RTT |     |
| 1958   | Alfred Momo | Lister        | DNF |     |     |     |     |     |     |